# 대한민국 환경부 지정 기후변화 생물지표종

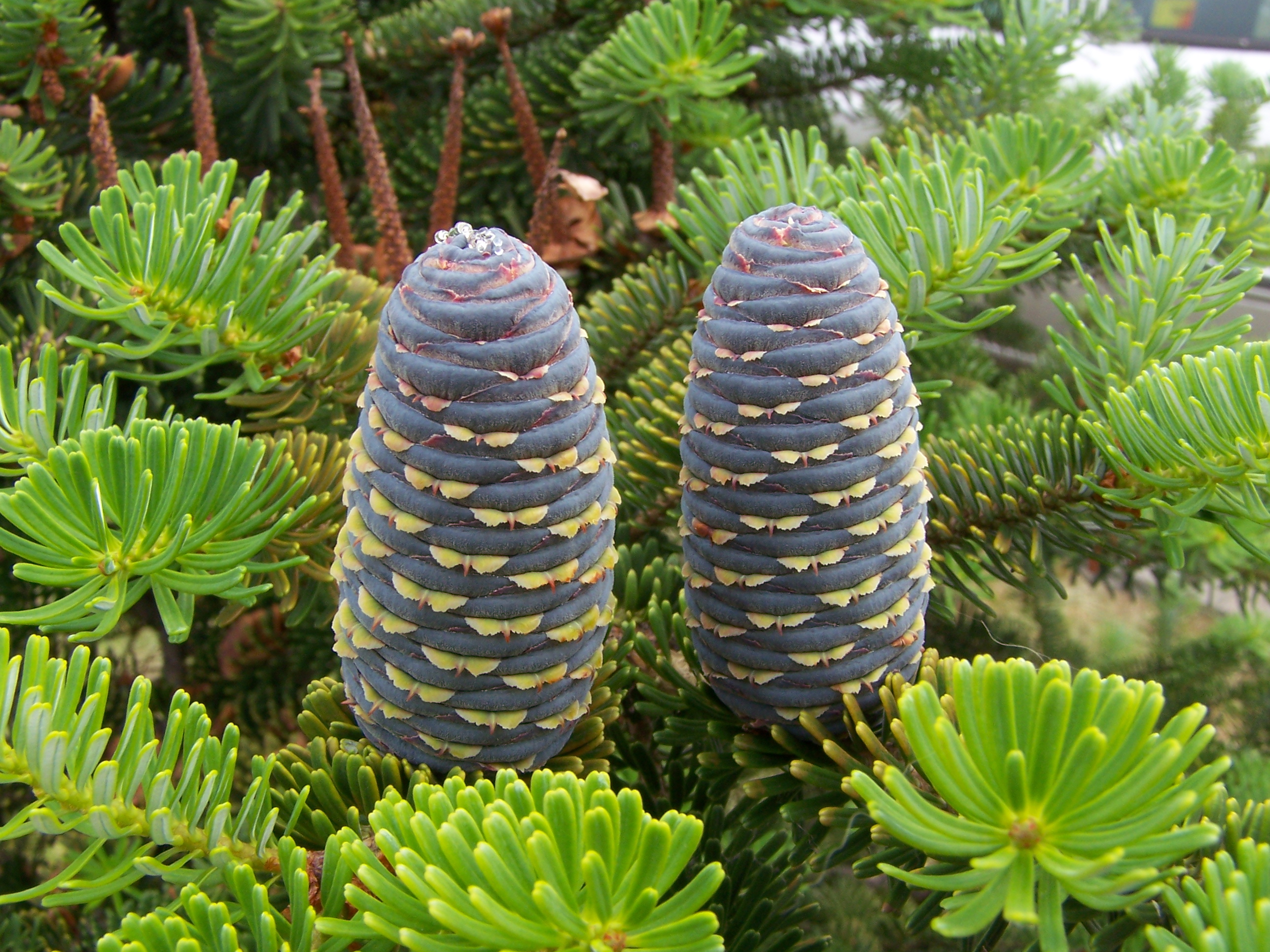
한국 고유종 구상나무는 지구온난화에 따라 서식지가 축소되고 있다.

대한민국 환경부 지정 기후변화 생물지표종은 기후변화의 정도를 가늠하기 위해 대한민국 환경부가 지정한 생물 지표이다. 2010년 환경부의 국립생물자원관이 구상나무 등 100 종을 지정하였고 2017년 생물 지표 100 종과 후보종 30종으로 확대하였다.

## 배경
인간의 활동에 의한 지구온난화로 인한 기후변화는 생물 전반의 서식 환경 변화를 가져왔다. 이는 야생에서 서식하는 생물뿐만 아니라 각종 재배 작물과 가축에도 영향을 미친다. 이러한 변화에 따라 기존 생물이 오랫동안 살던 지역에서는 개체수가 감소하고 반면에 이전에는 살지 않던 외래종이 해당 지역으로 전파되는 일이 발생한다. 대한민국 환경부는 이러한 생태계 변화의 속도와 범위를 확인하고 기후변화에 취약한 생물종을 확인하기 위해 생물지표종을 지정하였다.

## 선정
2010년 대한민국 환경부는 한국의 자생생물 33,253 종 가운데 객관성과 대표성을 가지는 기후변화 생물지표 100 종을 선정하여 발표하였다. 당시 선정된 생물종은 척추동물 18종, 무척추동물 28종, 식물 44종, 균류 및 해조류 10종 이었다. 선정된 생물 가운데는 구상나무와 같이 고산지대에 서식하나 점차 서식지가 축소되고 있는 생물, 후박나무와 같이 온난한 기후에 서식하는 생물로 점차 북상 중인 생물 등이 포함되었다.
선정된 목록은 아래와 같다.

## 해양생태계 기후변화 지표종
2023년 대한민국 해양수산부는 해양의 기후변화를 대표할 해양생태계 지후변화 지표종을 선정 발표하였다. 여기에는 연어, 빨강불가사리, 검은큰따개비 등 해양생물 23종이 포함되어 있다.